# Modena Football Club
El Modena Football Club és un club de futbol de la ciutat de Mòdena (Itàlia). L'uniforme local de l'equip és groc amb els pantalons i mitjons negres. Els jugadors i aficionats del Modena també se'ls coneix amb el sobrenom de Canarini o Gialloblu.
El club va ser fundat l'any 1912. Al llarg dels seus gairebé 100 anys d'història, el club ha militat 13 temporades ha la Serie A, no obstant això mai no ha guanyat cap títol oficial encara que sí que ha estat el campió de la Serie B dos cops.